# Ковзання дислокацій

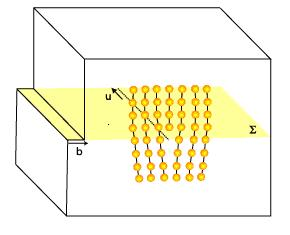
Площина ковзання для крайової дислокації (позначена жовтим)

Ковзання дислокацій — консервативний рух дислокації, яким в основному зумовлена пластичність кристалічних речовин.
Ковзання дислокацій відбувається в площині ковзання, перпендикулярній екстраплощині дислокації. Напрям ковзання залежить від типу дислокації. Він перпендикулярний до лінії дислокації для крайової дислокації й паралельний їй для гвинтової дислокації.
Ковзання дислокацій — консервативний процес у тому сенсі, що при ньому об'єм зберігається. Цим ковзання відрізняється від іншого механізму руху дислокацій — переповзання, при якому об'єм змінюється, а тому переповзання дислокацій вимагає поглинання або продукування точкових дефектів: міжвузлових атомів та вакансій.
Ковзання дислокації в полі напружень зсуву відбувається доти, доки дислокація не вийде на поверхню кристалу або кристалічного зерна, або ж не буде зупинена перешкодою. Такими перешкодами можуть бути різноманітні дефекти кристалічної ґратки: домішки, пори, інші дислокації. Дислокація може обійти дефект завдяки поглинанню міжвузлового атома або вакансії. При цьому площина ковзання зміщується, і воно знову стає можливим. Оскільки для взаємодії з точковим дефектом потрібен час, пластична деформація збільшується з часом поступово, чим пояснюється явище повзучості.